# Breth
Breth ligger i Østjylland og er en lille landsby mellem Hornsyld og Barrit. Byen er beliggende i Hedensted Kommune i Region Midtjylland.
De fleste indbyggere er landmænd eller pensionister.
Serupsvej er byens hovedgade, og den var tidligere centrum for byens forretningsliv (brugsforening, frisør og frysehus)
Lingvistisk kommer "Breth" af ordet bred som igen kan henføres til ordret "rydning". "Rydning", som henviser til byens placering som en stenalderlandsby i en skovrydning.  
|  | Denne artikel om lokaliteten Breth kan blive bedre, hvis der indsættes et (bedre) billede. Du kan hjælpe ved at afsøge Wikimedia Commons for et passende billede eller lægge et op på Wikimedia Commons med en af de tilladte licenser og indsætte det i artiklen. |

55°43′43″N 9°52′34″Ø / 55.72861°N 9.87611°Ø